# Ministro de Estado de Chile

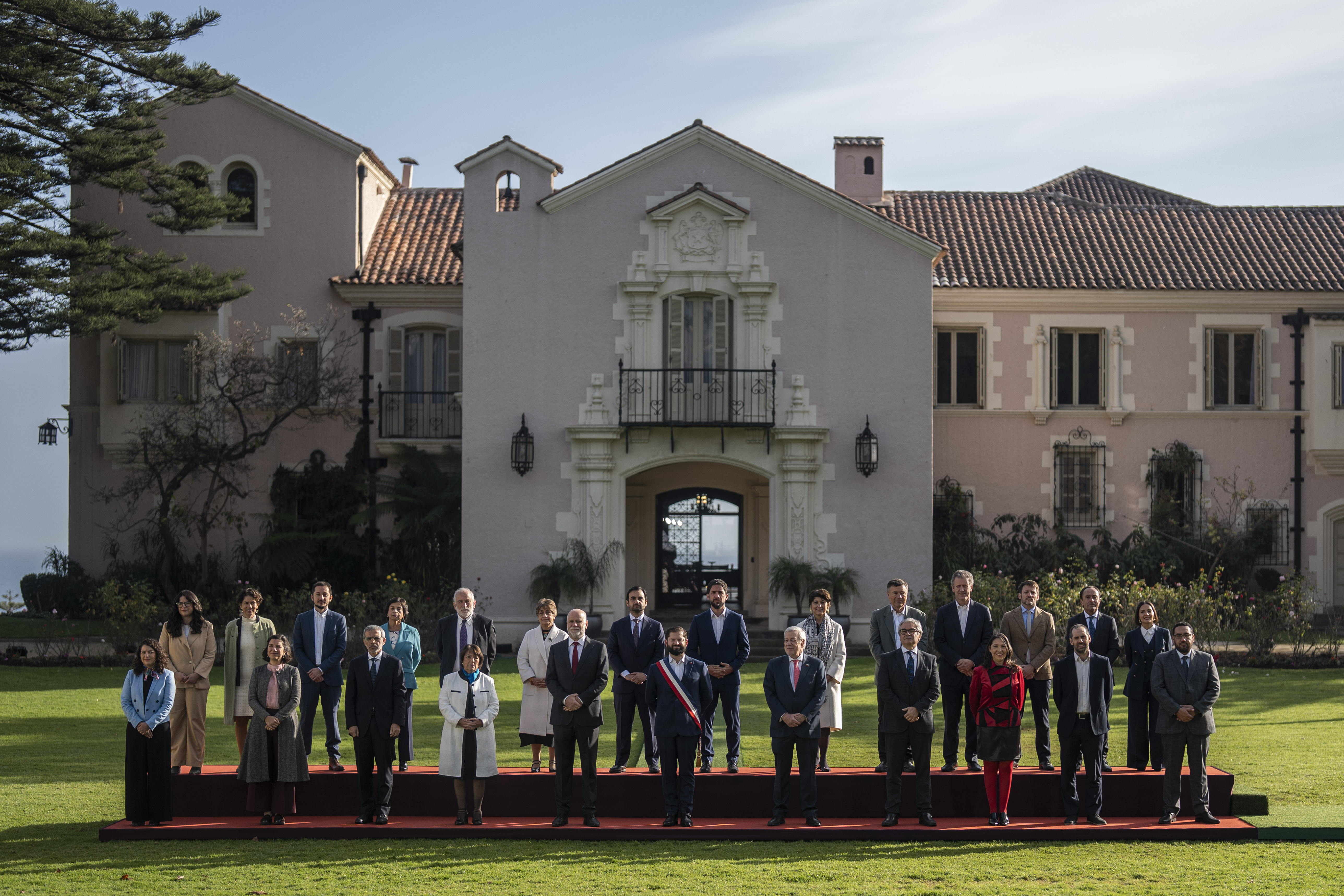
Fotografía oficial del gabinete de ministros del presidente Gabriel Boric, realizada el 1 de junio de 2025.

El Ministro de Estado de Chile (a veces denominado secretario de Estado), es el nombre que reciben los funcionarios públicos —de acuerdo con la Constitución— que son colaboradores directos e inmediatos del presidente de la República en el gobierno y la administración del Estado de aquel país, y en tal calidad tienen la responsabilidad de la conducción de sus respectivos ministerios, en conformidad con las políticas e instrucciones que aquel imparta, quien puede nombrarlos y removerlos libremente, siendo cargos de su exclusiva confianza. El ministro de Estado es secundado jerárquicamente por el subsecretario de Estado (equivalente al cargo de viceministro) de la subsecretaría más antigua del respectivo ministerio.
A su vez, los ministerios de Estado de Chile son, según la «Ley Orgánica Constitucional de Bases Generales de la Administración del Estado», los órganos superiores de colaboración del presidente de la República en las funciones de gobierno y administración en sus respectivos sectores, los cuales corresponden a los campos específicos de actividades en que deben ejercer dichas funciones.
Actualmente, existen en el sistema institucional chileno, 25 ministerios.

## Antecedentes

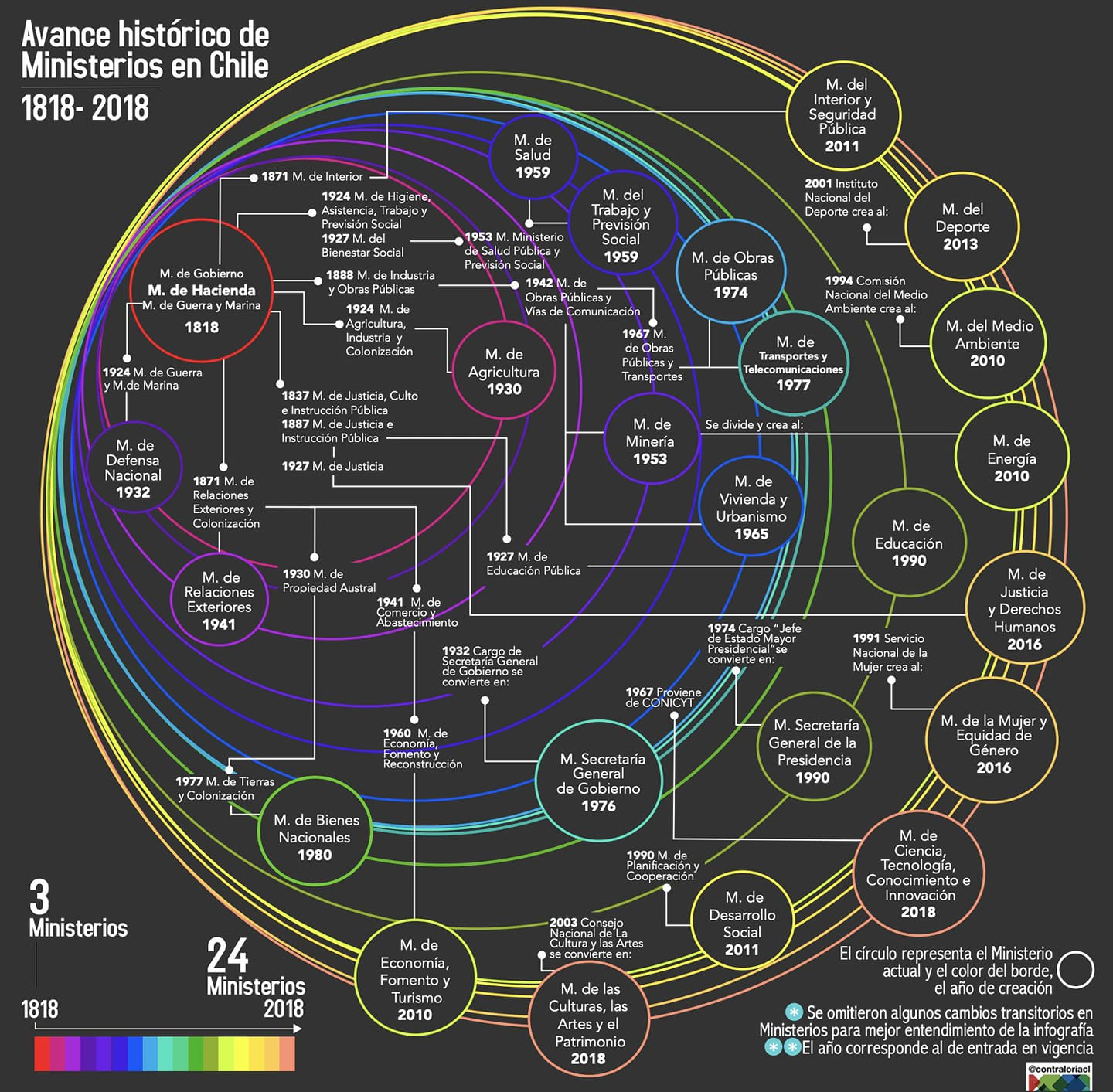
Evolución de los ministerios del Estado de Chile, según la Contraloría de Chile.

Los ministros de Estado en Chile fueron conocidos, entre 1812 a 1818, como «secretarios» o «secretarios de Estado», según los textos constitucionales y otras normas legales nacionales; posteriormente se les denominó «ministros secretarios de Estado» y «ministros del Despacho», y finalmente «ministros de Estado».
Las primeras constituciones chilenas fijaban expresamente el número y las materias de competencia de los Ministros o Secretarios de Estado: así el Reglamento Constitucional Provisorio de 1812 disponía que para el despacho de los negocios habría dos «secretarios», uno para los negocios del reino y otro para las correspondencias de fuera (artículo 14); a su vez, el Reglamento para el Gobierno Provisorio de 1814 señalaba que el Director Supremo, despacharía los asuntos con tres "Secretarios", de Gobierno, de Hacienda y de Guerra (artículo 10); igual número y denominación establecía la Constitución de 1819 para los «secretarios de Estado»: Gobierno, Hacienda y Guerra (artículo 10, capítulo I, título IV).
La Constitución Política de 1822 se refería a tres «ministros secretarios de Estado» para el despacho de los negocios: de Gobierno y Relaciones Exteriores, de Hacienda, de Guerra y Marina (artículo 124), disponiendo que sus atribuciones se fijarían "por un reglamento separado, que presentará el Poder Ejecutivo al Legislativo para su aprobación" (artículo 126);
la Constitución Política de 1823 sólo establecía que habría «por ahora tres Ministros Secretarios de Estado» para el despacho Directorial (artículo 21), previendo que las materias de su competencia y el régimen interior de los ministerios se fijarían "por un reglamento, que formará el Gobierno y sancionará el Senado." (artículo 27); del mismo modo, la Constitución Política de 1828 se limitaba a fijar en tres el número de «ministros secretarios de Estado» para el despacho (artículo 86).
La Constitución Política de 1833 y la de 1925, prescribían que "El número de los Ministros y sus respectivos Departamentos serán determinados por la ley" (artículo 84 y artículo 73, respectivamente).

## Detalles

### Nombramiento
Una misma persona puede tener a su cargo más de un Ministerio, asumiendo así como "biministro o triministro" de Estado. La última persona en ejercer como triministro fue el economista José De Gregorio, quien entre marzo de 2000 y junio de 2001, desempeñó la titularidad de las carteras de Economía, Fomento y Reconstrucción, Energía y Minería; bajo el gobierno del presidente Ricardo Lagos. De la misma manera, la abogada Aisén Etcheverry, fue la última en ejercer como biministra, en las carteras de Secretaria General de Gobierno (en calidad de subrogante) y Ciencia, Tecnología, Conocimiento e Innovación; sirviendo entre diciembre de 2024 y julio de 2025, durante la administración del presidente Gabriel Boric.
Desde 1925 el cargo de ministro de Estado es incompatible con cualquier otro cargo de elección popular. La única excepción es en caso de guerra donde dicha incompatibilidad es suspendida.
En los casos de ausencia, impedimento o renuncia de un ministro, o cuando por otra causa se produzca la vacancia del cargo, debe ser reemplazado de manera inmediata por designación del presidente de la República o, de manera subrogante (s), por el subsecretario principal de la cartera correspondiente.

### Requisitos
La Constitución Política de 1823 establecía que para ser ministro «se exige ciudadanía, treinta años de edad, probidad y notoria suficiencia» (artículo 24); a su vez la Constitución Política de 1828 decía que para serlo «se requiere ser ciudadano por nacimiento, y tener treinta y cinco años de edad» (artículo 87).
La Constitución de 1833 exigía para ser ministro: haber nacido en el territorio de la República y tener las calidades que se exigen para ser miembro de la Cámara de Diputados (artículo 85), mientras que la Constitución de 1925, prescribía que para ser nombrado ministro «se requieren las calidades que se exigen para ser diputado» (artículo 74).
Desde la entrada en vigencia de la Constitución Política de 1980, los requisitos para ser nombrado Ministro son los siguientes:
- Ser chileno (por nacimiento, por sangre, o por nacionalización);
- Tener cumplidos los 21 años;
- Reunir los requisitos generales para el ingreso a la administración pública chilena (ser ciudadano; haber cumplido con la ley de reclutamiento y movilización, cuando fuere procedente; tener salud compatible con el desempeño del cargo; haber aprobado la educación básica y poseer el nivel educacional o título profesional o técnico que por la naturaleza del empleo exija la ley; no haber cesado en un cargo público como consecuencia de haber obtenido una calificación deficiente, o por medida disciplinaria, salvo que hayan transcurrido más de cinco años desde la fecha de expiración de funciones; y no estar inhabilitado para el ejercicio de funciones o cargos públicos, ni hallarse condenado por crimen o simple delito).

### Funciones y atribuciones

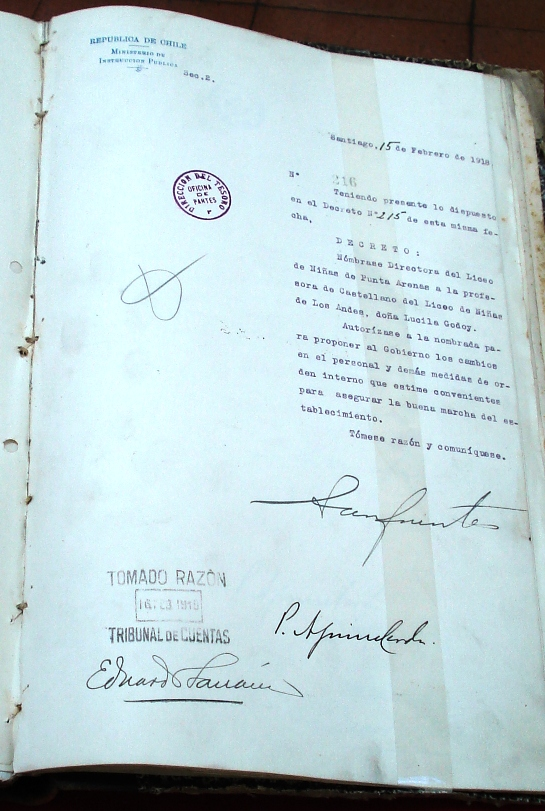
Decreto del presidente Juan Luis Sanfuentes, con la firma del entonces ministro de Justicia e Instrucción Pública Pedro Aguirre Cerda, que designa a Lucila Godoy (Gabriela Mistral) como directora del Liceo de Niñas de Punta Arenas en 1918.

Los ministros se reúnen con la presencia del presidente de la República. Usualmente los cargos de ministro son desempeñados por representantes de las principales fuerzas políticas presentes en el Congreso Nacional, pero dependen del exclusivo respaldo o confianza que les otorga del presidente de la República.
Siendo el cargo de presidente de la República un órgano unipersonal, el ejercicio de sus funciones no puede calificarse de "exclusiva", por cuanto el ordenamiento jurídico chileno no considera que un acto del jefe de Estado, realizado exclusivamente por él, posea fuerza jurídica obligatoria, requiriéndose para ellos de la firma del ministro de Estado de la cartera respectiva.
Así, en la ley de 14 de febrero de 1827 se prescribía, en el artículo 2.º, que "Todos los decretos y órdenes del Poder Ejecutivo serán firmados por el Secretario del Despacho a que corresponda el asunto, y sin este requisito no serán obedecidos". En la Constitución de 1828 se establecía que se prohibía al Poder Ejecutivo "Expedir órdenes sin rubricarlas y sin la firma del Ministro respectivo. Faltando este requisito, ningún individuo será obligado a obedecerlas" (artículo 85 N.º 8).
La Constitución de 1833, en el artículo 86, se disponía que "Todas las órdenes del Presidente de la República deberán firmarse por el Ministro del Departamento respectivo, y no podrán ser obedecidas sin este esencial requisito". A su vez, la Constitución de 1925 reiteraba el precepto, señalando que "Todas las órdenes del Presidente de la República deberán firmarse por el Ministro del departamento respectivo, y no serán obedecidas sin este esencial requisito" (artículo 75).
En la Constitución vigente, de acuerdo con el artículo 35, "Los reglamentos y decretos del Presidente de la República deberán firmarse por el Ministro respectivo y no serán obedecidos sin este esencial requisito", agregando en el inciso segundo que "Los decretos e instrucciones podrán expedirse con la sola firma del Ministro respectivo, por orden del presidente de la República, en conformidad a las normas que al efecto establezca la ley".
La exigencia de la firma, de a lo menos un ministro de Estado, no sólo tiene por finalidad dar autenticidad al acto, sino diferenciar aquellos personales del presidente, de los que tienen carácter funcionario, y hacer posible el sistema de responsabilidades.

#### Trabajo conjunto y coordinación
Dentro del sistema institucional chileno actual, el número plural de ministros de Estado no supone la existencia de un cuerpo u órgano colectivo distinto, como ocurre en los regímenes de gobierno parlamentario, y en algunos presidenciales, bajo la denominación de gabinete o consejo de ministros, aunque excepcionalmente normas constitucionales o legales pueden exigir la firma de todos ellos.
Sin perjuicio de lo anterior, el presidente de la República está facultado constitucionalmente para encomendar a uno o más ministros la coordinación de la labor que corresponde a los secretarios de Estado.
Debe señalarse, en todo caso, que el ministro del Interior, durante el período 1891-1924 en que existió un régimen pseudoparlamentario –también caracterizado como gobierno de partido bajo formas parlamentarias–, bajo la vigencia de la Constitución Política de 1833, asumió informalmente el papel de jefe de gobierno o responsable político del conjunto de los ministros, agrupado bajo la denominación de "gabinete".

### Responsabilidad
Los ministros son responsables individualmente de los actos que firman y solidariamente de los que suscribieren o acordaren con los otros ministros.
Pueden ser sometidos a juicio político por la Cámara de Diputadas y Diputados, por haber comprometido gravemente el honor o la seguridad de la Nación, por infringir la Constitución o las leyes o haber dejado éstas sin ejecución, y por los delitos de traición, concusión, malversación de fondos públicos y soborno. Si es declarado culpable por el Senado, queda destituido de su cargo y no puede desempeñar ninguna función pública por el plazo de cinco años, sea de elección popular o no; además, puede ser juzgado a través de los tribunales competentes para hacer efectiva su responsabilidad civil o penal, según el caso.
Asimismo, pueden ser objeto de interpelación, esto es, citados a la Cámara, a petición de a lo menos un tercio de los diputados en ejercicio, a fin de formularle preguntas en relación con materias vinculadas al ejercicio de su cargo.
Las acciones judiciales que se pretendan iniciar en contra de algún ministro de Estado, con motivo de los perjuicios que pudiera haber sufrido injustamente por un acto de este en el desempeño de su cargo, esto es, para hacer efectiva su responsabilidad civil, conforme a la Constitución, están sujetas a una diligencia previa de admisibilidad que le corresponde conocer al Senado.

### Remuneraciones y regalías
Los ministros de Estado perciben, por el desempeño de su cargo, el sueldo correspondiente al grado B de la Escala Única de Sueldos (EUS) de la Administración Pública, creada por el Decreto Ley N.º 249, de 31 de diciembre de 1973, más asignaciones especiales, según corresponda.
A 2016, la remuneración bruta mensual de los ministros, que incluye sueldo base y asignaciones, y sin considerar los descuentos legales u obligatorios —es decir, impuestos e imposiciones de seguridad social— ascendía a CLP$ 9 121 809; el titular del Consejo Nacional de la Cultura y las Artes, que se ubicó en el grado 1B de la EUS, percibía una remuneración bruta mensual de CLP$ 7 334 569. Hacia junio de 2018 los ministros de Estado —luego de la creación de los ministerios de Ciencia, Tecnología, Conocimiento e Innovación; y de las Culturas, las Artes y el Patrimonio— (exceptuando los de Relaciones Exteriores, Minería, Agricultura y Salud) reciben una remuneración bruta de CLP 9 349 853 millones de pesos.
Asimismo, los ministros cuentan con gastos de representación, de monto variable, dependiendo de cada ministerio, de los cuales se debe rendir cuenta a la Contraloría General de la República (CGR). Los ministros de Interior, de Defensa Nacional y de Relaciones Exteriores disponen, además, de gastos reservados; en el caso de Relaciones Exteriores estos ascendieron a 1 millón de dólares en 2008; también disponen de automóvil con chofer, pero se exige bitácora, el cual puede ser elegido por cada ministro y adquirido por licitación pública en ChileCompra. Al viajar en avión en su condición de ministros lo hacen en clase ejecutiva, pero desde 2009 debe ser en una clase inferior si el destino está a menos de 10 horas. Los viáticos los fija la Cancillería.
Cada ministro puede contratar hasta quince personas, para labores de asesoría altamente calificadas (asesores). Para comunicarse, disponen de teléfonos celulares con planes ilimitados. Igualmente cuentan con un cierto número de suscripciones a diarios y revistas, nacionales o extranjeras.

### Precedencia

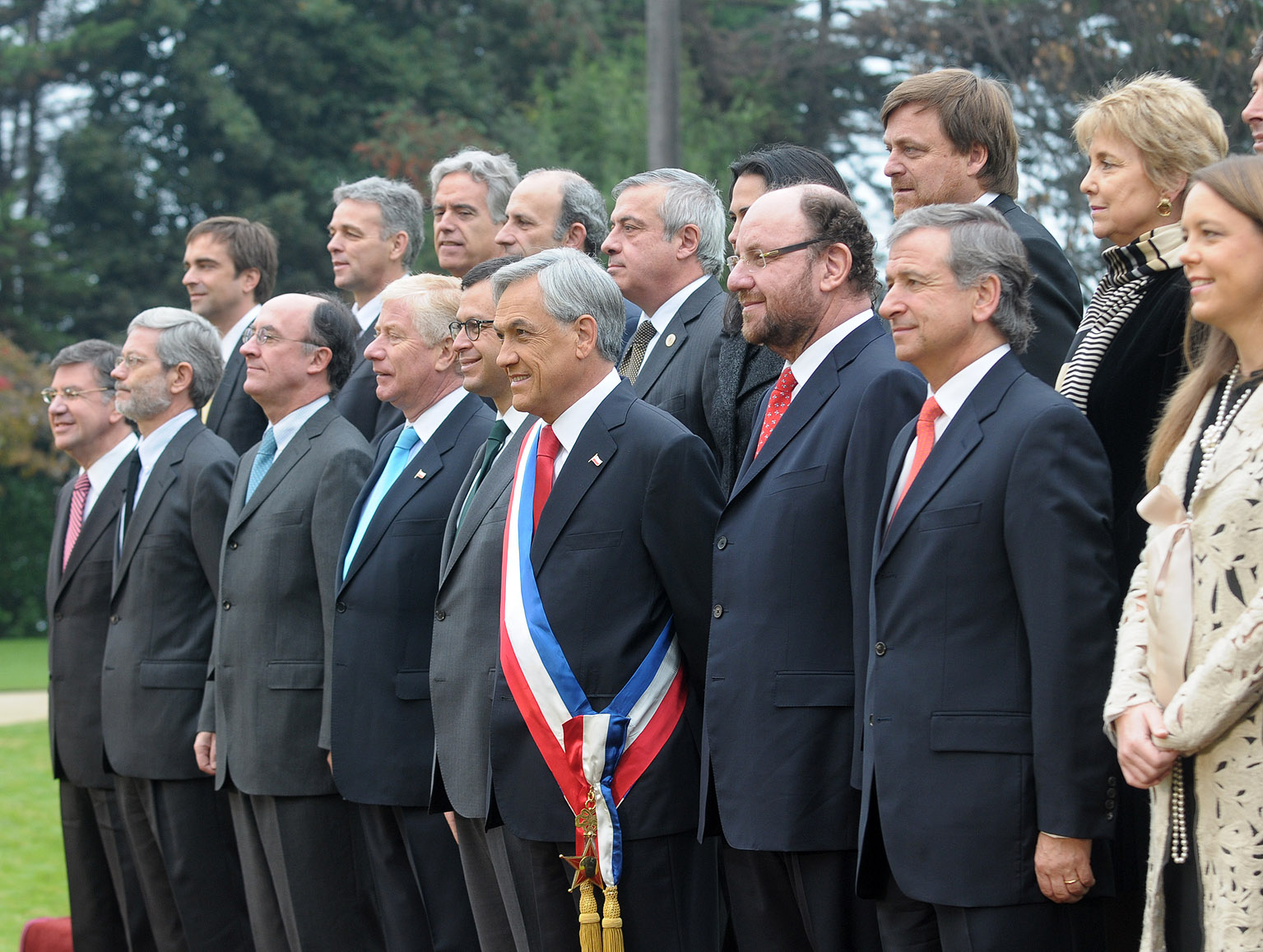
Sebastián Piñera en la fotografía oficial junto a sus ministros de Estado. 21 de mayo de 2010.

Los ministros de Estado tienen un orden de precedencia legal, que resulta de relevancia para determinar la subrogación del presidente de la República, el reemplazo de los ministros entre sí y, además, por cuestiones protocolares.
La Constitución de 1833 disponía que, en caso de que el presidente mandare personalmente a las fuerzas armadas, o cuando por enfermedad, ausencia del territorio de la República u otro grave motivo no pudiere ejercer su cargo, le sustituiría temporalmente el ministro del Despacho del Interior con el título de vicepresidente de la República, a falta de este, le sustituiría el ministro del Despacho más antiguo y, a falta de los ministros del Despacho, el consejero de Estado más antiguo, que no fuere eclesiástico. En 1910, tras la muerte del vicepresidente Elías Fernández Albano, se suscitaron dudas a la hora de definir quién debía entenderse como "Ministro del Despacho más antiguo", siendo resueltas en el sentido que la antigüedad se refería a la fecha de juramento en el cargo de ministro y no a la de creación del ministerio.
Por su parte, la Constitución de 1925 estableció que, cuando el presidente mandare personalmente la fuerza armada, o cuando por enfermedad, ausencia del territorio de la República u otro grave motivo, no pudiere ejercitar su cargo, le subrogaría con el título de vicepresidente de la República, el ministro a quien favoreciera el orden de precedencia que señale la ley. A falta de este, le sustituiría el ministro que siguiera en ese orden de precedencia, y a falta de todos los ministros, sucesivamente, el presidente del Senado, el presidente de la Cámara de Diputadas y Diputados o el presidente de la Corte Suprema.
El orden de procedencia de los ministerios fue fijado por el Decreto con Fuerza de Ley N.º 7912, de 5 de diciembre de 1927, de la siguiente forma: ministro del Interior, de Relaciones Exteriores, de Hacienda, de Educación Pública, de Justicia, de Guerra, de Marina, de Fomento, y de Bienestar Social. Debe destacarse que, el antedicho decreto dispone que "En los casos de ausencia, enfermedad o renuncia de alguno de los ministros lo reemplazará, siempre que el presidente de la República no hiciere designación expresa, aquel que le suceda en el orden de precedencia establecido". Por otro lado, por el Decreto N.º 3612 del Ministerio del Interior, de 6 de agosto de 1930, se dispuso que el presidente podría designar "en el decreto de nombramiento a cualquiera de sus ministros para que ocupe el primer lugar en el orden de precedencia", sin que dicha designación altera el orden establecido en el Decreto con Fuerza de Ley N.º 7912 de 1927, para los demás ministros (en tal caso el ministro del Interior ocuparía el segundo lugar entre los ministros).
Posteriormente, un Decreto N.º 5802, del Ministerio del Interior, de 24 de diciembre de 1942, fijó el siguiente orden de precedencia de los Ministerios: Ministerio del Interior; Relaciones Exteriores; Economía y Comercio; Hacienda; Educación Pública; Justicia; Defensa Nacional; Obras Públicas y Vías de Comunicación; Agricultura; Tierras y Colonización; Trabajo; y Salubridad, Previsión y Asistencia Social.
Las reglas dispuestas por la Constitución vigente son similares a las anteriores, y señalan que, en caso de impedimento temporal, por enfermedad, ausencia del territorio u otro grave motivo, el presidente de la República es subrogado, con el título de vicepresidente de la República, por el ministro de Estado titular a quien corresponda de acuerdo con el orden de precedencia legal. A falta de todos ellos, es subrogado por el presidente del Senado; a falta de este, por el presidente de la Cámara de Diputadas y Diputados, y a falta de este, por el presidente de la Corte Suprema.
Hasta el año 2011, el orden de precedencia legal de los ministerios de Estado, era el contenido en el Decreto con Fuerza de Ley N.º 7912 de 1927. Como dicho listado resultaba obsoleto –al igual que señalado en el Decreto N.º 5802 de 1942–, pues algunos ministerios que incluía ya no existían como tales (fueron modificados o refundidos en otros) y omitía los creados con posterioridad a su promulgación, se acudía al Reglamento de Ceremonial Público y Protocolo, contenido en el Decreto N.º 537 del Ministerio de Relaciones Exteriores, de 18 de agosto de 2002, aprueba reglamento de ceremonial público y protocolo.</ref> para "construir" el orden de precedencia actualizado; así este quedaba de la siguiente forma: ministro del Interior; Relaciones Exteriores; Defensa Nacional; Hacienda; Secretaría General de la Presidencia; Secretaría General de Gobierno; Economía, Fomento y Turismo; Planificación; Educación; Justicia; Trabajo y Previsión Social; Obras Públicas; Salud; Vivienda y Urbanismo; Agricultura; Minería; Transportes y Telecomunicaciones; y Bienes Nacionales.
Posteriormente, con la Ley N.º 20.502 del 21 de febrero de 2011 se actualizó el listado de ministerios, mediante una reforma al Decreto con Fuerza de Ley N.º 7912 de 1927, fijándose con claridad el orden de precedencia legal entre estos, compatibilizándolo totalmente con el orden contenido en el Reglamento de Ceremonial Público y Protocolo. De esa forma, a partir de tal fecha, el orden de precedencia de los ministerios es el siguiente: Interior y Seguridad Pública; de Relaciones Exteriores; de Defensa Nacional; de Hacienda; secretario General de la Presidencia; secretario General de Gobierno; de Economía, Fomento y Turismo; de Desarrollo Social; de Educación; de Justicia; Trabajo y Previsión Social; de Obras Públicas; de Salud; de Vivienda y Urbanismo; de Agricultura; de Minería; de Transportes y Telecomunicaciones; de Bienes Nacionales; de Energía, y de Medio Ambiente.
Con la entrada en vigencia de la Ley N.º 21.730 del 27 de enero de 2025 se actualizó el listado de ministerios, mediante una reforma al Decreto con Fuerza de Ley N.º 7912 de 1927, fijándose con claridad el orden de precedencia legal entre estos, compatibilizándolo totalmente con el orden contenido en el Reglamento de Ceremonial Público y Protocolo. De esa forma, a partir del 1 de abril de 2025, el orden de precedencia de los ministerios es el siguiente: Interior; de Relaciones Exteriores; de Defensa Nacional; de Hacienda; de Seguridad Pública; de la Secretaría General de la Presidencia; de la Secretaría General de Gobierno; de Economía, Fomento y Turismo; de Desarrollo Social y Familia; de Educación; de Justicia y Derechos Humanos; Trabajo y Previsión Social; de Obras Públicas; de Salud; de Vivienda y Urbanismo; de Agricultura; de Minería; de Transportes y Telecomunicaciones; de Bienes Nacionales; de Energía, de Medio Ambiente, del Deporte, de la Mujer y la Equidad de Género, de las Culturas, las Artes y el Patrimonio y de Ciencia, Tecnología, Conocimiento e Innovación.

### Listado de ministros
Los actuales ministros de Estado, correspondientes al gabinete ministerial del presidente de la República Gabriel Boric, son los siguientes:
| Ministros de Estado de Chile                   | Ministros de Estado de Chile | Ministros de Estado de Chile | Ministros de Estado de Chile | Ministros de Estado de Chile     |
| Ministerio                                     | Titular                      | Partido                      | Partido                      | Período                          |
| ---------------------------------------------- | ---------------------------- | ---------------------------- | ---------------------------- | -------------------------------- |
| Interior                                       | Álvaro Elizalde              |                              | PS                           | Desde el 4 de marzo de 2025      |
| Relaciones Exteriores                          | Alberto van Klaveren         |                              | Ind.-PPD                     | Desde el 10 de marzo de 2023     |
| Defensa Nacional                               | Adriana Delpiano Puelma      |                              | PPD                          | Desde el 10 de marzo de 2025     |
| Hacienda                                       | Mario Marcel                 |                              | Ind.-PS                      | Desde el 11 de marzo de 2022     |
| Seguridad Pública                              | Luis Cordero Vega            |                              | Ind.                         | Desde el 1 de abril de 2025      |
| Secretaría General de la Presidencia           | Macarena Lobos               |                              | Ind.                         | Desde el 10 de marzo de 2025     |
| Secretaría General de Gobierno                 | Camila Vallejo Dowling       |                              | PCCh                         | Desde el 9 de julio de 2025      |
| Economía, Fomento y Turismo                    | Nicolás Grau                 |                              | FA                           | Desde el 11 de marzo de 2022     |
| Desarrollo Social y Familia                    | Javiera Toro Cáceres         |                              | FA                           | Desde el 16 de agosto de 2023    |
| Educación                                      | Nicolás Cataldo              |                              | PCCh                         | Desde el 16 de agosto de 2023    |
| Justicia y Derechos Humanos                    | Jaime Gajardo Falcón         |                              | PCCh                         | Desde el 17 de octubre de 2024   |
| Trabajo y Previsión Social                     | Giorgio Boccardo Bosoni      |                              | FA                           | Desde el 8 de abril de 2025      |
| Obras Públicas                                 | Jessica López Saffie         |                              | PS                           | Desde el 10 de marzo de 2023     |
| Salud                                          | Ximena Aguilera              |                              | Ind.                         | Desde el 6 de septiembre de 2022 |
| Vivienda y Urbanismo                           | Carlos Montes                |                              | PS                           | Desde el 11 de marzo de 2022     |
| Agricultura                                    | Esteban Valenzuela Van Treek |                              | FRVS                         | Desde el 11 de marzo de 2022     |
| Minería                                        | Aurora Williams              |                              | PR                           | Desde el 16 de agosto de 2023    |
| Transportes y Telecomunicaciones               | Juan Carlos Muñoz            |                              | Ind.                         | Desde el 11 de marzo de 2022     |
| Bienes Nacionales                              | Francisco Figueroa Cerda     |                              | FA                           | Desde el 9 de enero de 2025      |
| Energía                                        | Diego Pardow                 |                              | FA                           | Desde el 6 de septiembre de 2022 |
| Medio Ambiente                                 | María Rojas                  |                              | Ind.                         | Desde el 11 de marzo de 2022     |
| Deporte                                        | Jaime Pizarro                |                              | Ind.                         | Desde el 10 de marzo de 2023     |
| Mujer y la Equidad de Género                   | Antonia Orellana             |                              | FA                           | Desde el 11 de marzo de 2022     |
| Culturas, las Artes y el Patrimonio            | Carolina Arredondo           |                              | Ind.-PPD                     | Desde el 16 de agosto de 2023    |
| Ciencia, Tecnología, Conocimiento e Innovación | Aldo Valle                   |                              | Ind.-PS                      | Desde el 22 de julio de 2025     |

## Ministerios de Estado

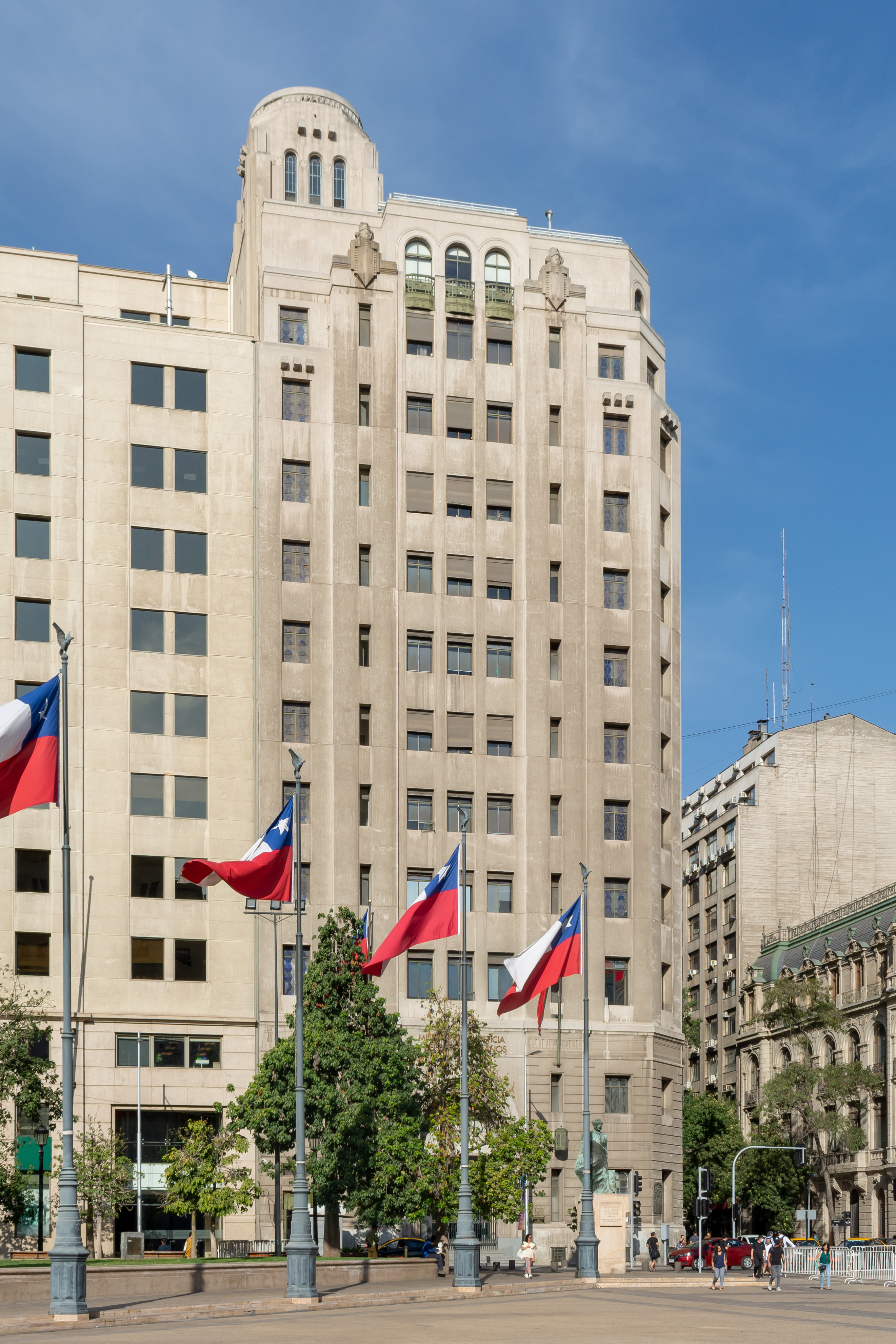
Edificio del Ministerio de Justicia y Derechos Humanos, ubicado en la Plaza de la Constitución.

Los ministerios de Estado (también denominados secretarías de Estado) son, de acuerdo con la Ley Orgánica Constitucional de Bases Generales de la Administración del Estado (n.º 18.575 de 1990), son los órganos superiores de colaboración del presidente en las funciones de gobierno y administración en sus respectivos sectores, los cuales corresponden a los campos específicos de actividades en que deben ejercer dichas funciones. El número y organización de los ministerios es materia de ley.

### Organización de los ministerios
En cada ministerio existe una o más subsecretarías, cuyos jefes superiores son los subsecretarios, que tienen el carácter de colaboradores inmediatos del ministro. Entre otras funciones, están encargados de coordinar las acciones de los órganos y servicios públicos del sector, actuar como ministro de fe y ejercer la administración interna de cada ministerio. Además subrogan al respectivo ministro y, en caso de que haya más de un subsecretario, lo hace el de más antigua designación, salvo que el presidente o la ley establezca otra forma de subrogación.
Los ministerios, salvo algunas excepciones legales (ministerios del Interior y Seguridad Pública, de Defensa Nacional, Relaciones Exteriores y Secretaría General de la Presidencia) están desconcentrados territorialmente mediante Secretarías Regionales Ministeriales, que están a cargo de un secretario regional ministerial (Seremi).
Además, en la organización de los ministerios, considerando la importancia relativa y volumen de trabajo que signifique la respectiva función, pueden existir los niveles jerárquicos de «división», «departamento», «sección» y «oficina». Solo el cargo de ministro, subsecretario y secretario regional ministerial es de exclusiva confianza del presidente. Los Sermi's son nombrados por el presidente de la República de entre las personas que figuren en una terna elaborada por el delegado regional presidencial respectivo, oyendo al ministro de la cartera.
Los servicios públicos están sometidos a la dependencia (centralizados) o supervigilancia (descentralizados) del presidente, a través del ministerio correspondiente. Excepcionalmente la ley puede crear servicios públicos bajo la dependencia o supervigilancia directa del presidente de la República (como es el Consejo Nacional de la Cultura y las Artes y lo fue el de la Comisión Nacional de Energía). Además, en circunstancias excepcionales la ley puede encomendar a estos algunas de las funciones propias de los ministerios.
Anteriormente, existían determinados servicios y organismos públicos en que, sin tener como tales la calidad de ministerio de Estado, su autoridad superior (presidente, director, etc.) poseía el rango de ministro de Estado. Los organismos públicos que tuvieron la particularidad fueron la Corporación de Fomento de la Producción (Corfo), Comisión Nacional de Energía (CNE), la Comisión Nacional del Medio Ambiente (Conama), el Servicio Nacional de la Mujer (Sernam) y el Consejo Nacional de la Cultura y las Artes (CNCA).[cita requerida]

### Lista de Ministerios
Entre 1818 y 1837 el número de ministerios se mantuvo estable, existiendo solo tres: Ministerio del Interior y Relaciones Exteriores, Ministerio de Hacienda y Ministerio de Guerra y Marina. Al promulgarse la primera «Ley Orgánica de Ministerios», el 1 de febrero de 1837, se agregó una cuarta secretaría de Estado: de Justicia, Culto e Instrucción Pública.[cita requerida]
En 1871, se dictó una nueva Ley Orgánica de Ministerios y se creó el Ministerio de Relaciones Exteriores y Colonización. Se aumentó a seis ministerios en 1887, al erigirse el Ministerio de Industria y Obras Públicas, manteniéndose idéntico número de ministerios hasta la crisis de 1924. Durante ese año el Ministerio de Industrias y Obras Públicas y el Ministerio de Guerra y Marina se separaron en dos cada uno: en el Ministerio de Agricultura, Industria y Colonización y en el Obras Públicas, Comercio y Vías de Comunicación, y en el Ministerio de Guerra y en el Ministerio de Marina, respectivamente; asimismo en 1924, se creó el Ministerio de Higiene, Asistencia, Trabajo y Previsión Social, de modo tal que al promulgarse la Constitución Política de 1925 los ministerios ascendían a un total de nueve.
A partir de 1927 se crean una serie de ministerios a los cuales se encargó diversos campos o áreas sociales (tales como educación, trabajo, seguridad social y vivienda), y de desarrollo económico (economía, minería, transporte, telecomunicaciones y similares), entre otras; así, durante la vigencia –efectiva y nominal– de la Constitución Política de 1925 se crearon los siguientes ministerios: Educación Pública (1927; de Educación a partir de 1990), de la Propiedad Austral (1929; de Tierras y Colonización desde 1932, y de Bienes Nacionales a partir de 1980), de Comercio y Abastecimiento (1941; de Economía y Comercio a partir de 1942; de Economía desde 1953; de Economía, Fomento y Reconstrucción desde 1960; y de Economía, Fomento y Turismo a partir de 2010, de Minas (1953; de Minería a partir del mismo año), del Trabajo y Previsión Social (1959), de Vivienda y Urbanismo (1965), de Transportes (1974; de Transportes y Telecomunicaciones a partir de 1977), de Coordinación Económica (1974; suprimido en 1976) y Secretaría General de Gobierno (1976).
A su vez, a partir de la entrada en vigencia de Constitución Política de 1980, se han creado los siguientes ministerios: Planificación y Cooperación (1990; de Planificación desde 2005; de Desarrollo Social desde 2011 y de Desarrollo Social y Familia a partir de 2019), Secretaría General de la Presidencia (1990), de Energía (2010), de Medio Ambiente (2010), de Deportes (2013), de la Mujer y la Equidad de Género (2015), de Ciencia, Tecnología, Conocimiento e Innovación (2018) y de Seguridad Pública (2025).
Los ministerios de Estado de Chile son los siguientes:
| Ministerios de Estado de Chile | Ministerios de Estado de Chile |
| Ministerio | Ministro/a en el cargo (en negrita) |
| --- | --- |
| Ministerio del Interior Ministerio de Gobierno (1817–1818) Ministerio de Gobierno y Relaciones Exteriores (1818–1824) Ministerio de Interior y Relaciones Exteriores (1824–1871) Ministerio del Interior (1871–2011) Ministerio del Interior y Seguridad Pública (2011–2025) Ministerio del Interior (2025–actualidad) | Izkia Siches Pastén (11 de marzo de 2022–6 de septiembre de 2022) Carolina Tohá Morales (6 de septiembre de 2022–4 de marzo de 2025) Álvaro Elizalde Soto (desde el 4 de marzo de 2025) |
| Ministerio de Relaciones Exteriores Ministerio de Relaciones Exteriores y Colonización (1871–1887) Ministerio de Relaciones Exteriores, Culto y Colonización (1888–1924) Ministerio de Relaciones Exteriores (1924–1930) Ministerio de Relaciones Exteriores y Comercio (1930–1941) Ministerio de Relaciones Exteriores (1941–actualidad) | Antonia Urrejola Noguera (11 de marzo de 2022–10 de marzo de 2023) Alberto van Klaveren (desde el 10 de marzo de 2023) |
| Ministerio de Defensa Nacional Ministerio de Guerra (1817–1818) Ministerio de Guerra y Marina (1818–1924) Ministerio de Guerra (1924–1927) y Ministerio de Marina (1924–1927) Ministerio de Defensa Nacional (1927) Ministerio de Guerra (1927–1932) y Ministerio de Marina (1927–1932) Ministerio de Guerra y Aviación (1932) y Ministerio de Marina (1932) Ministerio de Defensa Nacional (1932–actualidad) | Maya Fernández Allende (11 de marzo de 2022–10 de marzo de 2025) Adriana Delpiano Puelma (desde el 10 de marzo de 2025) |
| Ministerio de Hacienda Cartera de Hacienda (1817) Ministerio de Hacienda (1817–actualidad) | Mario Marcel Cullell (desde el 11 de marzo de 2022) |
| Ministerio de Seguridad Pública Ministerio de Seguridad Pública (2025–actualidad) | Luis Cordero Vega (desde el 1 de abril de 2025) |
| Ministerio Secretaría General de la Presidencia Comité de Asesoría y Coordinación Jurídica (1973-1981) Comité Asesor Presidencial (1981-1983) Secretaría General de la Presidencia (1983-1990) Ministerio Secretaría General de la Presidencia (1990–actualidad) | Giorgio Jackson Drago (11 de marzo de 2022–6 de septiembre de 2022) Ana Lya Uriarte Rodríguez (6 de septiembre de 2022–19 de abril de 2023) Álvaro Elizalde Soto (19 de abril de 2023–4 de marzo de 2025) Macarena Lobos Palacios (desde el 10 de marzo de 2025)                                                                                            |
| Ministerio Secretaría General de Gobierno Secretaría General de Gobierno (1932-1976) Ministerio Secretaría General de Gobierno (1976–actualidad) | Camila Vallejo Dowling (11 de marzo de 2022-23 de diciembre de 2024) Aisén Etcheverry Escudero (subrogante, 23 de diciembre de 2024–9 de julio de 2025) Camila Vallejo Dowling (desde el 9 de julio de 2025) |
| Ministerio de Economía, Fomento y Turismo Ministerio de Comercio y Abastecimiento (1941–1942) Ministerio de Economía y Comercio (1942–1953) Ministerio de Economía (1953–1960) Ministerio de Economía, Fomento y Reconstrucción (1960–2010 ) Ministerio de Economía, Fomento y Turismo (2010–actualidad) | Nicolás Grau Veloso (desde el 11 de marzo de 2022) |
| Ministerio de Desarrollo Social y Familia Oficina de Planificación Nacional (1967-1990) Ministerio de Planificación y Cooperación (1990–2005) Ministerio de Planificación (2005–2011) Ministerio de Desarrollo Social (2011-2019) Ministerio de Desarrollo Social y Familia (2019-actualidad) | Jeanette Vega Morales (11 de marzo de 2022–25 de agosto de 2022) Paula Poblete Maureira (subrogante, 25 de agosto de 2022–6 de septiembre de 2022) Giorgio Jackson Drago (6 de septiembre de 2022-11 de agosto de 2023) Paula Poblete Maureira (subrogante, 11 de agosto de 2023–16 de agosto de 2023) Javiera Toro Cáceres (desde el 16 de agosto de 2023) |
| Ministerio de Educación Ministerio de Educación Pública (1927–1990) Ministerio de Educación (1990–actualidad) | Marco Antonio Ávila Lavanal (11 de marzo de 2022-16 de agosto de 2023) Nicolás Cataldo Astorga (desde el 16 de agosto de 2023) |
| Ministerio de Justicia y Derechos Humanos Ministerio de Justicia, Culto e Instrucción Pública (1837–1887) Ministerio de Justicia e Instrucción Pública (1887–1927) Ministerio de Justicia (1927–2016) Ministerio de Justicia y Derechos Humanos (2016–actualidad) | Marcela Ríos Tobar (11 de marzo de 2022–7 de enero de 2023) Jaime Gajardo Falcón (subrogante, 7 de enero de 2023–11 de enero de 2023) Luis Cordero Vega (11 de enero de 2023-17 de octubre de 2024) Jaime Gajardo Falcón (desde el 17 de octubre de 2024)                                                                                                   |
| Ministerio del Trabajo y Previsión Social Ministerio del Trabajo (1927-1959) Ministerio del Trabajo y Previsión Social (1959–actualidad) | Jeannette Jara Román (11 de marzo de 2022–7 de abril de 2025) Giorgio Boccardo Bosoni (desde el 8 de abril de 2025) |
| Ministerio de Obras Públicas Ministerio de Industria y Obras Públicas (1887–1912) Ministerio de Industria, Obras Públicas y Ferrocarriles (1910–1924) Ministerio de Obras y Vías Públicas (1924–1925) Ministerio de Obras Públicas, Comercio y Vías de Comunicación (1925–1927) Ministerio de Fomento (1927–1942) Ministerio de Obras Públicas y Vías de Comunicación (1942–1953) Ministerio de Obras Públicas (1953–1967) Ministerio de Obras Públicas y Transporte (1967–1974) Ministerio de Obras Públicas (1974–actualidad) | Juan Carlos García Pérez de Arce (11 de marzo de 2022–10 de marzo de 2023) Jessica López Saffie (desde el 10 de marzo de 2023) |
| Ministerio de Salud Ministerio de Higiene, Asistencia, Previsión Social y Trabajo (1924–1927) Ministerio de Bienestar Social (1927–1932) Ministerio de Salubridad Pública (1932–1936) Ministerio de Salubridad, Previsión y Asistencia Social (1936–1953) Ministerio de Salud Pública y Previsión (1953–1959) Ministerio de Salud Pública (1959–1979) Ministerio de Salud (1979–actualidad) | María Begoña Yarza Sáez (11 de marzo de 2022–6 de septiembre de 2022) Ximena Aguilera Sanhueza (desde el 6 de septiembre de 2022) |
| Ministerio de Vivienda y Urbanismo Ministerio de Vivienda y Urbanismo (1965–actualidad) | Carlos Montes Cisternas (desde el 11 de marzo de 2022) |
| Ministerio de Agricultura Ministerio de Agricultura, Industria y Colonización (1924–1927) Ministerio de Agricultura (1930–actualidad) | Esteban Valenzuela Van Treek (desde el 11 de marzo de 2022) |
| Ministerio de Minería Ministerio de Minas (1953) Ministerio de Minería (1953–actualidad) | Marcela Hernando Pérez (11 de marzo de 2022-16 de agosto de 2023) Aurora Williams Baussa (desde el 16 de agosto de 2023) |
| Ministerio de Transportes y Telecomunicaciones Ministerio de Transportes (1974–1977) Ministerio de Transportes y Telecomunicaciones (1977–actualidad) | Juan Carlos Muñoz Abogabir (desde el 11 de marzo de 2022) |
| Ministerio de Bienes Nacionales Ministerio de la Propiedad Austral (1929–1932) Ministerio de Tierras y Colonización (1932–1980) Ministerio de Bienes Nacionales (1980–actualidad) | Javiera Toro Cáceres (11 de marzo de 2022-16 de agosto de 2023) Marcela Sandoval Osorio (16 de agosto de 2023-6 de enero de 2025) Sebastián Vergara Tapia (subrogante, 6 de enero de 2025-9 de enero de 2025) Francisco Figueroa Cerda (desde el 9 de enero de 2025)                                                                                        |
| Ministerio de Energía Comisión Nacional de Energía (1978–2010) Ministerio de Energía (2010–actualidad) | Claudio Huepe Minoletti (11 de marzo de 2022–6 de septiembre de 2022) Diego Pardow Lorenzo (desde el 6 de septiembre de 2022) |
| Ministerio del Medio Ambiente Comisión Nacional del Medio Ambiente (1994-2010) Ministerio del Medio Ambiente (2010–actualidad) | Maisa Rojas Corradi (desde el 11 de marzo de 2022) |
| Ministerio del Deporte Instituto Nacional de Deportes (2001-2013) Ministerio del Deporte (2013-actualidad) | Alexandra Benado Vergara (11 de marzo de 2022–10 de marzo de 2023) Jaime Pizarro Herrera (desde el 10 de marzo de 2023) |
| Ministerio de la Mujer y la Equidad de Género Servicio Nacional de la Mujer (1991-2016) Ministerio de la Mujer y la Equidad de Género (2016-actualidad) | Antonia Orellana Guarello (desde el 11 de marzo de 2022) |
| Ministerio de las Culturas, las Artes y el Patrimonio Consejo Nacional de la Cultura y las Artes (2003-2018) Ministerio de las Culturas, las Artes y el Patrimonio (2018-actualidad) | Julieta Brodsky Hernández (11 de marzo de 2022–10 de marzo de 2023) Jaime de Aguirre Hoffa (10 de marzo de 2023-16 de agosto de 2023) Carolina Arredondo Marzán (desde el 16 de agosto de 2023) |
| Ministerio de Ciencia, Tecnología, Conocimiento e Innovación Comisión Nacional de Investigación Científica y Tecnológica (1967-2018) Ministerio de Ciencia, Tecnología, Conocimiento e Innovación (2018-actualidad) | Flavio Salazar Onfray (11 de marzo de 2022–6 de septiembre de 2022) Silvia Díaz Acosta (6 de septiembre de 2022–10 de marzo de 2023) Aisén Etcheverry Escudero (10 de marzo de 2023-22 de julio de 2025) Aldo Valle Acevedo (desde el 22 de julio de 2025)                                                                                                  |

#### Proyectos de nuevos ministerios
- Ministerio de Asuntos Indígenas (MINAI/MAI), que estaría encargado de la coordinación de las distintas instituciones que se dedican a esta materia indígena. La primera propuesta fue ingresada en 2009 y se encuentra en el Congreso Nacional para su discusión para reemplazar por la Corporación Nacional de Desarrollo Indígena (Conadi).[33] La segunda propuesta fue presentada en 2016, denominada como Ministerio de Pueblos Indígenas (MINPI/MPI),[34] resultado de las Consultas Indígenas realizadas por el entonces Ministerio de Desarrollo Social.[35] El proyecto vuelve a ser anunciado como Ministerio de Pueblos Indígenas el 1 de junio de 2022 durante la primera cuenta pública del Presidente Gabriel Boric.
- Ministerio de Ciudad, Vivienda y Territorio, durante la cuenta pública del 1 de junio de 2019, él presidente Sebastián Piñera anunció el envío del proyecto de ley de "Integración Social y Urbana" que crea esta nueva cartera a partir de la fusión de los ministerios de Vivienda y Urbanismo y Bienes Nacionales, sin embargo, este anuncio ya se había realizado con anterioridad a fines del primer mandato de Piñera durante el mes de enero de 2014, en el mes de mayo de dicho año, el segundo gobierno de la presidenta Michelle Bachelet decidió retirar el proyecto, por lo cual su tramitación legislativa fue terminada.[36]  Entre sus principales tareas, deberá promover la construcción de viviendas con integración social, a través de densificación equilibrada en zonas con potencial de desarrollo urbano, facilitando así el acceso de las familias a sectores mejor ubicados y con más servicios.[37][38][39] Este proyecto no fue bien recibido por parte de los funcionarios pertenecientes a los ministerios de Bienes Nacionales y de Vivienda y Urbanismo, quienes realizaron un paro de advertencia en agosto de 2019 y apuntaron a que "la fusión de las secretarías de Estado apunta a establecer una nueva política urbana donde terrenos fiscales serán traspasados a empresas privadas, además de inmobiliarias encargadas de hacer negocios con dichos predios", además de que esta fusión generaría un despido de funcionarios, los cuales son más de 8 mil.[40][41]
- Ministerio de Agricultura, Alimentos y Desarrollo Rural, el 22 de enero de 2020 el presidente Sebastián Piñera firmó el proyecto de ley que crea este nuevo ministerio, el proyecto busca introducir mayor competencia en el sector agrícola y una modernización de la cartera, a través del traspaso de toda la institucionalidad de Pesca y Acuicultura desde el Ministerio de Economía, Fomento y Turismo (es decir, que la actual Subsecretaría de Pesca y Acuicultura pase a formar parte de este nuevo Ministerio de Agricultura), además de nuevas atribuciones para el Servicio Agrícola y Ganadero (SAG) en el control y aseguramiento de la cadena productiva de alimentos. Este nuevo ministerio estará orientado a proponer y aplicar políticas, planes, programas y normativas para el desarrollo de los sectores agropecuario, alimentario, acuícola, pesquero y forestal del país. Contará con dos subsecretarías, una de Agricultura, Alimentos y Desarrollo Rural y otra de Pesca y Acuicultura. Con esto se busca convertir a Chile en una potencia agroalimentaria.[42]
- Ministerio de Obras Públicas y Recursos Hídricos, el 25 de marzo de 2021, el presidente Sebastián Piñera presentó un proyecto de ley que amplía el actual Ministerio de Obras Públicas (MOP) incorporando la nueva Subsecretaría de Recursos Hídricos, esto debido a las consecuencias que ha tenido para el país el cambio climático y la crisis hídrica en Chile. El objetivo principal de este proyecto es la creación de una nueva institucionalidad de recursos hídricos que fortalezca su gobernanza, planificación, regulación, inversión en infraestructura y gestión. Esta nueva institucionalidad tendrá como misión velar por el actuar coordinado de la administración del Estado, guiando el actuar de los organismos públicos con competencias en la materia.[43][44]